# Sublitoral
Sublitoral (łac. sub „pod”) – strefa dna zbiornika wodnego granicząca z litoralem, poniżej granicy występowania roślinności. To strefa tuż poniżej litoralu, często w miejscu gdzie zaczyna się bardziej (niż w litoralu) gwałtowny spadek dna. Na tym stoku gromadzi się dużo szczątków pochodzenia litoralnego - trudniej rozkładalne części roślinności twardej, muszle mięczaków itp.